# Norbert Dobeleit
Norbert Dobeleit (ur. 17 lipca 1964 w Renchen) – niemiecki lekkoatleta (sprinter) startujący początkowo w barwach RFN, medalista olimpijski z 1988 i wicemistrz Europy z 1990.
Zdobył złoty medal w sztafecie 4 × 100 metrów na mistrzostwach Europy juniorów w 1983 w Schwechat (sztafeta RFN biegła w składzie:  Dobeleit, Markus Klameth, Jürgen Evers i Ralf Lübke).
Odpadł w półfinale biegu na 200 metrów na halowych mistrzostwach Europy w 1986 w Madrycie, a także na halowych mistrzostwach Europy w 1987 w Liévin.
Na mistrzostwach świata w 1987 w Rzymie zajął 4 miejsce w sztafecie 4 × 100 metrów (biegła w składzie: Fritz Heer, Volker Westhagemann, Christian Haas i Dobeleit) oraz 5. miejsce w sztafecie 4 × 400 metrów (w składzie: Dobeleit, Mark Henrich, Edgar Itt i Harald Schmid). Sztafeta 4 × 400 metrów ustanowiła wówczas rekord RFN czasem 2:59,96. Dobeleit zajął 5. miejsce w biegu na 200 metrów na halowych mistrzostwach Europy w 1988 w Budapeszcie.
Zdobył brązowy medal w sztafecie 4 × 400 metrów, która biegła w składzie: Dobeleit, Itt, Jörg Vaihinger i Lübke na igrzyskach olimpijskich w 1988 w Seulu. Startował na tych igrzyskach również w biegu na 200 metrów, w którym odpadł w ćwierćfinale.
Zwyciężył w biegu na 400 metrów na halowych mistrzostwach Europy w 1990 w Glasgow. Zajął 5. miejsce w tej konkurencji na mistrzostwach Europy w 1990 w Splicie, a sztafeta 4 × 400 metrów w składzie: Klaus Just, Itt, Carsten Köhrbrück i Dobeleit zdobyła srebrny medal. Reprezentując zjednoczone Niemcy zajął 6. miejsce w sztafecie 4 × 400 metrów na mistrzostwach świata w 1991 w Tokio (sztafeta biegła w składzie: Just, Rico Lieder, Dobeleit i Jens Carlowitz).
Dobeleit był mistrzem RFN w biegu na 400 metrów w 1989 i 1990 i wicemistrzem w 1991, wicemistrzem w biegu na 200 metrów 1988, a także mistrzem w sztafecie 4 × 100 metrów w sztafecie w 1987, 1989 i 1990. Był również halowym brązowym medalistą RFN w biegu na 400 metrów w 1990 i w sztafecie 4 × 200 metrów w 1988, 1989 i 1993.
Rekordy życiowe Dobeleita:
| Konkurencja        | Data i miejsce            | Wynik |
| ------------------ | ------------------------- | ----- |
| bieg na 100 metrów | 5 czerwca 1987, Akwizgran | 10,42 |
| bieg na 200 metrów | 3 lipca 1987, Rhede       | 20,43 |
| bieg na 400 metrów | 29 sierpnia 1990, Split   | 45,15 |

Po zakończeniu kariery lekkoatletycznej Dobeleit został komentatorem sportowym n.in stacji ProSieben. Pd 2004 prowadzi własną agencję produkcji telewizyjnej lucky7even Entertainment. Jego żoną jest szwajcarska dziennikarka i modelka Tamara Sedmak.